# Ferdinand 1. af Østrig
 Ikke at forveksle med Ferdinand 1., Tysk-romersk kejser.
Ferdinand I. af Østrig (19. april 1793 – 29. juni 1875) var kejser af Østrig 1835-1848, konge af Ungarn fra 1830 og af Böhmen fra 1836. Han var søn af den (sidste) tysk-romerske kejser Frans II (som fra 1806, hvor det tysk-romerske rige ophørte, var kejser Frans I af Østrig).

## Biografi
Ferdinand I havde på grund af såvel fysisk som sjælelig svaghed dårlige evner til at regere. Han led blandt andet af epilepsi. Riget blev derfor styret af et statsråd, som bestod af ærkehertugerne Ludvig og Franz Karl samt fyrst Metternich og grev Kolowrat.
Da revolutionen brød ud i 1848 afskedigede Ferdinand Metternich og flyttede selv til Olomouc, hvor han abdicerede til fordel for sin nevø Franz Joseph. Ferdinand tilbragte resten af sit liv i Prag.